# Ханниган, Барбара
Барбара Ханниган (англ. Barbara Hannigan, род. 8 мая 1971, Waverley, Новая Шотландия) — канадская оперная и концертная певица (сопрано), дирижёр. Член ордена Канады (2016), лауреат премии «Джуно» за лучший вокальный или хоровой классический альбом (2019, Vienna: Fin de siècle).

## Биография
Родилась 8 мая 1971 года в канадской провинции Новая Шотландия в музыкальной семье. Имеет старшую сестру, брата-близнеца и младшего брата.
Все дети в семье получили музыкальное образование и научились играть на музыкальных инструментах. После того как Барбара овладела игрой на пианино, она перешла к гобою и пению. В 15 лет решила стать певицей.
В 17 лет приехала в Торонто, где получила степень бакалавра (1993) и магистра в области музыки (1998) в Торонтском университете. Затем училась в Канаде, США, Великобритании, в Гаагской консерватории.
Начала свою музыкальную карьеру как сопрано.
В 2010 году в театре Шатле в Париже дебютировала как дирижёр с «Байкой» Игоря Стравинского. Дирижировала Гётеборгским симфоническим оркестром, Оркестром Национальной академии Санта-Чечилия в Риме и Оркестром Западногерманского радио в Кёльне. Чаще всего она одновременно дирижирует и поёт.

## Личная жизнь
С 2017 года живёт в Париже.
Была замужем за театральным актёром и режиссёром Гийсом де Ланге. С 2015 года состоит в отношениях с французским актёром Матьё Амальриком.

## Репертуар
- Шарпантье Актеон (Аретуза)
- Глюк Орфей и Эвридика (Амур)
- Гендель Ринальдо (Армида), Ариодант (Далинда)
- Хассе Контадина, Фантеска (заглавные партии), Ларинда и Ванезио (Ларинда)
- Моцарт Бастьен и Бастьенна (Бастьенна), Так поступают все (Фьордилиджи, Деспина)
- Малер Симфония № 4
- Стравинский Похождения повесы (Анна Трулав), Байка про лису, петуха, кота да барана (Лиса)
- Яначек Приключения лисички-плутовки (заглавная партия)
- Бриттен Поругание Лукреции[англ.] (Луция), Иллюминации для сопрано и оркестра
- Лигети Приключения, Новые приключения
- Губайдулина В честь Т. С. Элиота
- Андриссен Письма Вермееру (Саския)
- Джеральд Барри[англ.] Горькие слезы Петры фон Кант (по пьесе Фассбиндера, легшей в основу одноименного фильма; Габриэль), La plus forte для сопрано и оркестра, по драме Стриндберга
- Лука Моска Синьор Гольдони (Деспина)
- Паскаль Дюсапен Passion (Леи)
- Роберт Зюйдам Неистовство любви (опера о Хуане Безумной)
- Мишель ван дер Аа One (опера для сопрано, видео и электроники)
- Ян ван де Путте Мокрый снег (Лиза)
- Крис Дефоорт[англ.] Дом спящих красавиц (по Ясунари Кавабате, режиссёр Ги Кассирс)
- Ричард Эйрз В Альпах

В багаже певицы — свыше 80 мировых премьер, среди которых произведения Le silence des Sirènes Чин Ынсук для сопрано с оркестром (2014), Let me tell you Ханса Абрахамсена (2013) и опера Written on Skin Джорджа Бенджамина (2012). Она выступала с известнейшими оркестрами и ансамблями, крупнейшими современными дирижёрами, исполняя и записывая произведения Баха, Генделя, Моцарта, Берга, Веберна, Луиджи Ноно, Дютийё, Штокхаузена, Этвёша, Оливера Кнуссена.
Ханниган в 2009—2011 годах пела партию шефа «Гепопо» в опере Дьёрдя Лигети «Великий Мертвиарх» (1991). Исполняла созданный на основе оперы автономный опус, предназначенный для концертного исполнения, — три арии для сопрано и камерного оркестра под общим заголовком Mysteries of the Macabre, причем несколько раз она одновременно пела и дирижировала этим произведением. Наиболее прославленные работы Ханниган — в «Реквиеме» Лигети. Среди блестящих произведений Барбары Ханниган следует отметить пять мелодий для голоса с оркестром Correspondances («Соответствия», 2003) Анри Дютийё, записанные в 2013 году с Эсой-Пеккой Салоненом в качестве дирижёра и Барбарой Ханниган в качестве сопрано, и впоследствии удостоенных Gramophone Classical Music Awards за лучшую запись современной музыки. Среди новых работ певицы — премьерные исполнения оперы Тосио Хосокава «Мацуказе» (заглавная партия), «Складке за складкой» Булеза (продирижированной автором), Etymo Луки Франческони, в «Соловье» Стравинского (заглавная партия). Исполнила партию Лулу в опере Альбана Берга «Лулу», которую в 2012 году должен показать в прославленном брюссельском театре Ла Монне Кшиштоф Варликовский.

## Выступления в России
В апреле 2003 года в рамках Голландского сезона в Санкт-Петербурге Барбара Ханниган исполнила монооперу Мишеля ван дер Аа One для сопрано, видео и саундтрека.
В октябре 2011 года певица выступила в Перми, Москве, Санкт-Петербурге с концертом из произведений Рамо (дирижёр — Теодор Курентзис).

## Награды
- 2020 — Премия Леони Соннинг[5]
- 2025 — Polar Music Prize[5]